# 王寧 (永春侯)
王寧（？—？），明太祖朱元璋女婿，駙馬，明朝初期政治人物。永春侯。

## 生平
其因為和明太祖第六女懷慶公主結婚，升任後軍都督府事。和公主生有兒子王貞亮。
建文年間洩露朝中事情給燕王朱棣，事發，建文帝將他抄家，下入錦衣衛詔獄。朱棣發動靖難之變而即位，是為成祖，聲稱王寧“孝于太祖、忠於國家，剛正不阿”，封永春侯，給予世襲罔替鐵券。王寧擅長詩歌，篤信佛教，據說時常勸成祖誦念佛經，打齋奉僧，為太祖朱元璋祈求冥福，成祖因此厭煩，逐漸討厭王寧。後，王寧因事連坐下獄，雖然被赦免，但出獄不久即卒，王寧死後，明宣宗不承認其家的鐵券，也不允許其子弟繼承侯爵，只許讓王家子弟擔任羽林前衛僉事。

## 子
其有两子王貞亮和王貞慶，王貞亮，官至羽林前衛僉事，先於王寧而死；王貞慶為景泰十才子之一。